# フレンズ (第6シーズン)
デヴィッド・クレーンとマルタ・カウフマン発案によるアメリカ合衆国のシットコム『フレンズ』の第6シーズンは、1999年9月23日にNBCで放送が始まった。『フレンズ』はブライト/カウフマン/クレーン・プロダクションズによりワーナー・ブラザース・テレビジョンの協力の下で製作された。第6シーズンは全25話構成であり、2000年5月18日に最終回を迎えた。

## キャストとキャラクター
| - レイチェル・グリーン - ジェニファー・アニストン - モニカ・ゲラー - コートニー・コックス - フィービー・ブッフェ - リサ・クドロー - ジョーイ・トリビアーニ - マット・ルブランク - チャンドラー・ビング - マシュー・ペリー - ロス・ゲラー - デヴィッド・シュワイマー - ジャニーン・ラクロア - エル・マクファーソン - エリザベス・スティーブンス - アレクサンドラ・ホールデン - ポール・スティーブンス - ブルース・ウィリス - ジル・グリーン - リース・ウィザースプーン - リチャード・バーク - トム・セレック - ガンター - ジェームズ・マイケル・タイラー - ラッセル - ロン・グラス | - ジャニス・リットマン - マギー・フィーラー - ジャック・ゲラー - エリオット・グールド - ジュディ・ゲラー - クリスティナ・ピックルズ - エステル・レナード - ジューン・ゲイブル - キャロル・ウィリック - ジェーン・シベット - スーザン・バンチ - ジェシカ・ヘクト - 判事 - コンチャータ・フェレル - 本人役 - ラルフ・ローレン - キム - ジョアンナ・グリーソン - ヒラリー - ミッシー・パイル - ホープ・ブレディ - クリスチャン・アルフォンソ - バリー - ミッチェル・ホイットフィールド - ジャック - ポール・グリーソン - ロジャー博士 - パット・フィン - エルダッド - ジョシュア・コックス | - カール - ルイス・マンディロア - 宝石商 - オリヴァー・ミュアヘッド - 客 - ブライアン・ダンクルマン - リック - ビル・スティーヴンソン - ダナ - ベス・メイヤー - セバスチャン- スコット・ペティ - ウェイン - アンドリュー・ビルゴア - パトリック - クリス・ケネディ |

## エピソード
| 通算 話数 | シーズン 話数 | タイトル                                                                    | 監督                     | 脚本                                                                                           | 放送日         | 製作 番号    | US視聴者数 (百万人) |
| --- | ------------- | --------------------------------------------------------------------------- | ------------------------ | ---------------------------------------------------------------------------------------------- | -------------- | ------------ | ------------------- |
| 122 | 1             | "ベガスの夜が明けて・・・" "The One After Vegas"                            | ケヴィン・S・ブライト    | アダム・チェイス                                                                               | 1999年9月23日  | 225551       | 27.7                |
| ロスとレイチェルは酔っ払った勢いでの結婚の後始末をする。フィービーとジョーイはフィービーの祖母のタクシーでニューヨークに戻る。モニカとチャンドラーは結婚を思いとどまったものの、同居することを決める。 オープニングクレジットのギャグ: 第5シーズンと第6シーズンの間にコートニー・コックスはデヴィッド・アークエットと結婚し、姓をコックス＝アークエットに変更した。それを受けたギャグとしてオープニングクレジット中の主要キャスト全員の姓にアークエットが追加された。 |               |                                                                             |                          |                                                                                                |                |              |                     |
| 123 | 2             | "愛に目覚めるとき!?" "The One Where Ross Hugs Rachel"                       | ゲイル・マンキューソ     | シャナ・ゴールドバーグ＝ミーハン                                                               | 1999年9月30日  | 225552       | 22.9                |
| モニカとチャンドラーはレイチェルとジョーイに同居の話を伝える。ジョーイはショックを受けるが、チャンドラーは友情は続くと言って安心させる。一方でレイチェルは落ち着いて受け止めるが、チャンドラーが入居すると自分が出て行かなければならいということに気付かない。モニカが状況を説明するとレイチェルは取り乱し、ロスに慰めを求める。フィービーはロスがまだレイチェルとの結婚を無効にしていないのは未練があるからであると指摘し、ロスがレイチェルを抱きしめた際に彼女の髪の匂いを嗅いだことでその真実性が強まる。 |               |                                                                             |                          |                                                                                                |                |              |                     |
| 124 | 3             | "ルームメイト獲得大作戦" "The One with Ross's Denial"                       | ゲイリー・ハルヴォーソン | セス・カーランド                                                                               | 1999年10月7日  | 225553       | 21.6                |
| ロスはレイチェルへの未練を否定しつつ、彼女に同居を誘う。チャンドラーは予備の寝室をゲーム部屋に変える提案をするがモニカに却下されると2人の喧嘩が始まる。一方でジョーイは新しいルームメイト探しに苦労する。 |               |                                                                             |                          |                                                                                                |                |              |                     |
| 125 | 4             | "ジョーイ、迫真の名演技!" "The One Where Joey Loses His Insurance"          | ゲイリー・ハルヴォーソン | アンドリュー・ライヒ & テッド・コーエン                                                        | 1999年10月14日 | 225554       | 21.1                |
| ジョーイは健康保険が失効してしまい、それと同時にヘルニアを発症してしまう。治療する余裕もなく、チャンドラーからの借金も嫌がったジョーイは保険を更新するために非協力的な子役と共演する仕事を引き受ける。ロスはニューヨーク大学での教授職を得て生徒の興味を引きつけるために変な英国系アクセントで喋る。レイチェルはロスとの婚姻関係がまだ続いていることを知り、彼のクラスに駆け込んで生徒の前で怒鳴りつける。 |               |                                                                             |                          |                                                                                                |                |              |                     |
| 126 | 5             | "炸裂!3つ子ちゃんパワー" "The One with Joey's Porsche"                      | ゲイリー・ハルヴォーソン | ペリー・レイン & ジジ・マクレリー                                                              | 1999年10月21日 | 225555       | 22.4                |
| レイチェルはロスに離婚を迫るが、ロスは3度目の失敗になるのを嫌がる。レイチェルは無効手続きの際に仕返しとしてロスが精神不安定で薬物依存症の同性愛者であると書類に記載するが、最終的に判事に拒否されたために2人は渋々ながら離婚することにする。ロスは3度目の離婚で落ち込むが、レイチェルが結婚は自分のアイデアだったと告白すると元気を取り戻す。ジョーイはセントラル・パークで置き忘れられたポルシェの鍵を見つけ、その所有者になりすます。フィービーとモニカとチャンドラーは3つ子のお守りをするが、チャンドラーが玩具の銃を飲み込んでしまって病院に行ったためにフィービーは1人で子供たちの相手をすることとなる。 |               |                                                                             |                          |                                                                                                |                |              |                     |
| 127 | 6             | "最後の夜は荒れ模様" "The One on the Last Night"                            | デヴィッド・シュワイマー | スコット・シルヴェリ                                                                           | 1999年11月4日  | 225556       | 23.6                |
| チャンドラーとモニカの同居前の最後の夜。チャンドラーはジョーイに生活費を援助しようとして拒否されると、「カップ」という偽のゲームをでっち上げてわざと負けて金を渡す。しかしその後ジョーイはロスに同じゲームで同じ金額だけ負けてしまう。レイチェルがまだ荷造りをしていないことがわかるとモニカとフィービーはそれを手伝うが、作業中に2人が感傷的になり始めたためにフィービーは互いの欠点を告白し合うことを提案する。しかしこれは裏目に出てしまい、2人は大喧嘩を始めてしまう。 |               |                                                                             |                          |                                                                                                |                |              |                     |
| 128 | 7             | "同居人はスーパーモデル?" "The One Where Phoebe Runs"                       | ゲイリー・ハルヴォーソン | シェリー・ビルシング＝グラハム & エレン・プラマー                                              | 1999年11月11日 | 225557       | 22.7                |
| レイチェルとフィービーは同居を始めるが、レイチェルは変なスタイルでセントラル・パークを走るフィービーを恥ずかしく思い、彼女を避けてジョギングに行く。ジョーイは新しいルームメイトのジャニーン（エル・マクファーソン）と暮らし始める。チャンドラーはアパートを掃除してモニカを喜ばせようとするが、家具の元の位置がわからなくなってしまう。 |               |                                                                             |                          |                                                                                                |                |              |                     |
| 129 | 8             | "キスの相手はラルフ・ローレン!?" "The One with Ross's Teeth"                | ゲイリー・ハルヴォーソン | 原案: アンドリュー・ライヒ & テッド・コーエン 脚本: ペリー・レイン & ジジ・マクレリー          | 1999年11月18日 | 225558       | 22.1                |
| ロスは女性からの印象を良くするために歯をホワイトニングするが、やり過ぎてしまう。フィービーはラルフ・ローレンとキスしたと主張し、それがレイチェルとその上司をトラブルに巻き込む。ジョーイは新しいルームメイトのジャニーンに好意を抱き、チャンドラーはそれを心配する。 |               |                                                                             |                          |                                                                                                |                |              |                     |
| 130 | 9             | "チャンドラーは嫌われ者?" "The One Where Ross Got High"                     | ケヴィン・S・ブライト    | グレゴリー・S・マリンズ                                                                        | 1999年11月25日 | 225559       | 19.2                |
| ロスはチャンドラーにジャックとジュディが彼を嫌ってる理由を白状することを強いられ、大学時代にロスがマリファナを吸ったのをチャンドラーになすりつけていたことを明かす。レイチェルは感謝祭のデザートと作ろうとするが、レシピ本の不具合により肉入りのケーキが出来てしまう。フィービーは官能的な夢を見てジャック・ゲラーに夢中になってしまう。ジョーイとロスはジャニーンとその友人のダンサーたちのパーティに招待されているために感謝祭から抜け出そうと躍起になる。 |               |                                                                             |                          |                                                                                                |                |              |                     |
| 131 | 10            | "夢のカウントダウン・パーティー" "The One with the Routine"                 | ケヴィン・S・ブライト    | ブライアン・ボイル                                                                             | 1999年12月16日 | 225561       | 22.4                |
| ジャニーンは『ディック・クラークのニュー・イヤーズ・ロッキン・イブ』の収録にジョーイ、ロス、モニカを誘う。収録中にジョーイはジャニーンにキスしようと奮闘し、一方でモニカとロスはカメラに映るために古いダンスルーチンを披露する。フィービー、チャンドラー、レイチェルはモニカのクリスマスプレゼントを探し出して釣り合うプレゼントを買おうとする。 |               |                                                                             |                          |                                                                                                |                |              |                     |
| 132 | 11            | "対決!モニカ対ジャニーン" "The One with the Apothecary Table"               | ケヴィン・S・ブライト    | 原案: ザカリー・ローゼンブラット 脚本: ブライアン・ボイル                                      | 2000年1月6日   | 225560       | 22.3                |
| ジャニーンはついにジョーイと付き合うが、彼女はモニカとチャンドラーが好きでないとジョーイに伝えて選択を迫る。レイテチェルはポタリーバーンから薬剤師のテーブルを購入するが、フィービーがその店を嫌っているのでフリーマーケットで買ったと言い張る。だがフィービーはロスの部屋で同じテーブルを見てしまったことで嘘はさらに大きくなる。 |               |                                                                             |                          |                                                                                                |                |              |                     |
| 133 | 12            | "ジョーク泥棒はどっち?" "The One with the Joke"                             | ゲイリー・ハルヴォーソン | 原案: シャナ・ゴールドバーグ＝ミーハン 脚本: アンドリュー・ライヒ & テッド・コーエン           | 2000年1月13日  | 225562       | 22.3                |
| チャンドラーは『プレイボーイ』誌に載ったロスのジョークが自分の盗作であると主張する。ジョーイはセントラル・パークでウエイターのアルバイトを始めるが、ガンターから店番を押しつけられた際にオーディションに行ったことで解雇され、レイチェルはそれに抗議する。フィービーはもしモニカとレイチェルのどちらかを恋人にするかという質問でレイチェルを選び、モニカは憤慨する。 |               |                                                                             |                          |                                                                                                |                |              |                     |
| 134 | 13            | "妹はライバル" "The One with Rachel's Sister"                               | ゲイリー・ハルヴォーソン | 原案: セス・カーランド 脚本: シェリー・ビルシング＝グラハム & エレン・プラマー                 | 2000年2月3日   | 225563       | 24.1                |
| ジョーイはウエイターの立場を利用して好みの女性客のコーヒーを全て無料にしたためにガンターを困らせる。モニカは明らかに風邪で体調を悪くしているがそれを認めない。レイチェルの妹のジル（リース・ウィザースプーン）は親から経済援助を打ち切られ、自立するために一同の前に現れる。 |               |                                                                             |                          |                                                                                                |                |              |                     |
| 135 | 14            | "泣けないチャンドラー" "The One Where Chandler Can't Cry"                   | ケヴィン・S・ブライト    | アンドリュー・ライヒ & テッド・コーエン                                                        | 2000年2月10日  | 225564       | 23.8                |
| チャンドラーは自分があまり泣かないと言うと、友人たちは彼を泣かすためにあらゆる手段を講じる。フィービーはサインを求められ、ジョーイはその人物から彼女がポルノに出演していたことを聞かされる。フィービーは双子の姉のアースラがフィービーの名前でポルノに出演していたことを突き止め、最終的に出演料を貰うことで納得する。ロスは一度はジルと別れるが、ジルはレイチェルに嫌がらせをするためにロスに迫り続ける。 |               |                                                                             |                          |                                                                                                |                |              |                     |
| 136137 | 1516          | "空想世界でつかまえて" "The One That Could Have Been"                       | マイケル・レンベック     | グレゴリー・S・マリンズ & アダム・チェイスマイケル・カーティス & マルタ・カウフマン            | 2000年2月17日  | 225565225566 | 20.7                |
| 一同はロスがキャロルとの結婚を続けていたら、モニカが太ったままだったら、チャンドラーが作家を目指していたら、ジョーイがまだ『愛の病院日誌』に出演し続けていたら、レイチェルがバリーと結婚したら、フィービーが株式ブローカーになっていたらどうなたかを想像し、エピソードの残りはその別世界の出来事が描かれる。なかなか上手くいかないチャンドラーはジョーイの付き人になる。モニカは彼氏のロジャーに処女を捧げようとするが、彼が多忙なために実現しない。チャンドラーはモニカを慰めた末に2人はベッドインする。キャロルとのマンネリになったロスは3Pを提案するが、行為の最中に自身がのけ者にされたことで彼女がレズビアンであるという認識に至る。レイチェルはセントラル・パークで出会ったジョーイの家に行くが、結局バリーへの罪悪感から何もしないまま帰ってしまう。フィービーはストレスによる心臓発作を起こした末に入院し、その後解雇される。 |               |                                                                             |                          |                                                                                                |                |              |                     |
| 138 | 17            | "バレンタインは手作りギフトで" "The One with Unagi"                         | ゲイリー・ハルヴォーソン | 原案: ザカリー・ローゼンブラット 脚本: アダム・チェイス                                        | 2000年2月24日  | 225568       | 22.1                |
| レイチェルとフィービーが護身術を受講すると、以前に空手を学んでいた経験のあるロスは「ウナギ」（残心の誤り）が欠けていると指摘して彼女たちを驚かそうとする。チャンドラーとモニカは遅れてバレンタインデーを祝うが、お互いに手作りのプレゼントをするという約束を忘れてしまい、モニカはフィービーが作った「靴下のバニー」、チャンドラーは昔ジャニスから貰ったミックステープで間に合わせる。ジョーイは医学研究に参加して金を得ようとするが、唯一募集していたのは一卵性双生児で報酬は2000ドルであったために彼は偽の双子を演じられる事物を探す。 |               |                                                                             |                          |                                                                                                |                |              |                     |
| 139 | 18            | "ロスと教え子の禁じられた恋" "The One Where Ross Dates a Student"           | ゲイリー・ハルヴォーソン | セス・カーランド                                                                               | 2000年3月9日   | 225567       | 20.5                |
| ロスは友人たちからからかわれつつ、古生物学のクラスの生徒のエリザベスと付き合い始めるが、規則違反で自分のキャリアが潰れることを恐れる。レイチェルとフィービーのアパートは火事になり、モニカとジョーイと同居することとなる。当初、フィービーのキャンドルが出火原因と思われたためにレイチェルがモニカの部屋に住み、フィービーはジョーイとの暮らしを余儀なくされる。火災の原因がレイチェルに原因があることがわかると2人は入れ替わるが、レイチェルはジョーイとの気楽な生活を楽しむ一方、フィービーはモニカの潔癖さに苦労する。チャンドラーは古い学友に頼んでジョーイがアル・パチーノの映画のオーディションを受けられるように頼む。 |               |                                                                             |                          |                                                                                                |                |              |                     |
| 140 | 19            | "やきもち焼きのロス" "The One with Joey's Fridge"                           | ベン・ウェイス           | 原案: セス・カーランド 脚本: ジジ・マクレリー & ペリー・レイン                                 | 2000年3月23日  | 225569       | 21.5                |
| ジョーイの冷蔵庫が壊れてしまうと金銭的に余裕がない彼は友人たちに新品を買わせようとする。エリザベスは春休みにマイアミに旅行をする準備をしており、ロスはそこでの彼女の動向を不安に思う。一方でレイチェルはラルフ・ローレンのパーティに連れていく男性探しをフィービー、チャンドラー、モニカに頼み、その後レイチェルが自力で相手を見つけ出すと3人は自分の推す男性を連れて行くようにと争う。 |               |                                                                             |                          |                                                                                                |                |              |                     |
| 141 | 20            | "ジョーイ再び大ブレイク!の予感" "The One with Mac and C.H.E.E.S.E."         | ケヴィン・S・ブライト    | ドティ・エイブラムス                                                                           | 2000年4月13日  | 225575       | 18.8                |
| このエピソードは総集編の要素が含まれる。ジョーイはドクター・ドレーク・ラモレー以来の大きな役柄であるSFヒーローのマック・マカベリを演じるチャンスを得る。マック・マカベリは犯罪捜査ロボットのチーズの相棒である。だがモニカが急に部屋に入ってきたためにチャンドラーはジョーイにオーディションの2次審査が2時間前倒しになったことを伝え忘れて怒らせてしまう。これを受けて一同はこれまでの例を振り返る。その後奇跡的にジョーイに新たなチャンスが巡ってきたためにチャンドラーは正確にメモを取る。 |               |                                                                             |                          |                                                                                                |                |              |                     |
| 142 | 21            | "彼女のパパはブルース・ウィリス" "The One Where Ross Meets Elizabeth's Dad" | マイケル・レンベック     | 原案: デヴィッド・J・ラガナ 脚本: スコット・シルヴェリ                                         | 2000年4月27日  | 225570       | 20.6                |
| ロスはエリザベスの父のポール（ブルース・ウィリス）を紹介されて緊張する。一方でポールはレイチェルに惹かれる。ジョーイは『マック&チーズ』の撮影に入るが、相棒のチーズのロボットは想像とは違ったものであり、彼はその操縦者を怒らせて解雇されてしまう。フィービーはモニカとチャンドラーの関係に基づいた本を執筆する。 |               |                                                                             |                          |                                                                                                |                |              |                     |
| 143 | 22            | "秘密の週末旅行" "The One Where Paul's the Man"                             | ゲイリー・ハルヴォーソン | 原案: ブライアン・カルディローラ 脚本: シェリー・ビルシング＝グラハム & エレン・プラマー       | 2000年5月4日   | 225571       | 20.0                |
| ポールはロスにエリザベスとの関係に反対しており、このまま付き合い続けるならば大学に報告してクビに追い込むと言って脅す。ロスとエリザベスは関係を続けることを決めて彼女の家族のキャビンで密会するが、そこへポールとレイチェルがやってきてしまう。モニカは結婚式場のリストに自分の名前を書き、その後チャンドラーが式場からの連絡を聞いてしまう。モニカは動揺するチャンドラーを落ち着かせるが、彼は既にプロボーズを決心していた。 |               |                                                                             |                          |                                                                                                |                |              |                     |
| 144 | 23            | "ポールは泣き虫" "The One with the Ring"                                    | ゲイリー・ハルヴォーソン | テッド・コーエン & アンドリュー・ライヒ                                                        | 2000年5月11日  | 225572       | 20.9                |
| チャンドラーとフィービーは婚約指輪を探しに行き、彼は完璧な物を見つけ出すがカードを忘れていたことに気付く。彼がカードを持って店に戻るとフィービーに番を頼んだにもかかわらず指輪が別の客に買われてしまったため。レイチェルはポールに心を開かせようとするが、やり過ぎてしまって彼は泣き出すと止まらなくなってしまう。ジョーイとロスはチャンドラーの付き合いが悪くなったととらえ、彼を締め出そうとする。 |               |                                                                             |                          |                                                                                                |                |              |                     |
| 145146 | 2425          | "チャンドラーのプロポーズ大作戦!" "The One with the Proposal"               | ケヴィン・S・ブライト    | シャナ・ゴールドバーグ＝ミーハン & スコット・シルヴェリアンドリュー・ライヒ & テッド・コーエン | 2000年5月18日  | 225573225574 | 30.7                |
| チャンドラーはモニカを夕食に連れて行ってそこでプロポーズするつもりであったが、そのレストランに突然リチャードが現れたためにチャンスを逃してしまう。ロスは子供っぽいエリザベスとの関係を再考した末に彼女と別れることにする。ジョーイはサイレント・オークションで誤ってボートを落札してしまい、船乗りになるというアイデアに取り憑かれてしまって購入を決意する。リチャードはまだモニカを愛し続けていることを明かし、彼女が望むならば結婚して子供を作ることを提案する。チャンドラーはモニカを驚かせるために結婚に興味がないフリをするがそれは裏目に出てしまい、彼女は関係を再考し始める。最終的にチャンドラーはモニカが出て行ったと聞かされるが、部屋に入ると彼女が待ち構えてプロポーズを始める。しかしモニカは「女の子からは出来ない!」と言って泣き出すと、代わってチャンドラーがプロポーズし、彼女は受け入れる。最後の場面でチャンドラーとモニカがエリック・クラプトンの「ワンダフル・トゥナイト」をバックにダンスをして画面が暗転する。 備考: リチャード役のトム・セレックの最後の出演エピソードである。 |               |                                                                             |                          |                                                                                                |                |              |                     |

## 受賞とノミネート
| 賞                                | 部門                                      | 候補者 | 候補者 | 結果       |
| --------------------------------- | ----------------------------------------- | --- | --- | ---------- |
| アメリカン・コメディ賞            | テレビシリーズ助演女優賞                  | ジェニファー・アニストン | ジェニファー・アニストン | ノミネート |
| アメリカン・コメディ賞            | テレビシリーズ助演女優賞                  | リサ・クドロー | リサ・クドロー | ノミネート |
| アメリカン・コメディ賞            | テレビシリーズゲスト男優賞                | ブルース・ウィリス | ブルース・ウィリス | ノミネート |
| アメリカン・コメディ賞            | テレビシリーズゲスト女優賞                | リース・ウィザースプーン | リース・ウィザースプーン | ノミネート |
| キッズ・チョイス・アワード        | テレビフレンズ賞                          | ジェニファー・アニストン コートニー・コックス リサ・クドロー | ジェニファー・アニストン コートニー・コックス リサ・クドロー | ノミネート |
| オンライン映画&テレビジョン協会賞 | コメディシリーズ賞                        | N/A | N/A | ノミネート |
| オンライン映画&テレビジョン協会賞 | コメディシリーズエピソード賞              | 「空想世界でつかまえて」 | 「空想世界でつかまえて」 | 受賞       |
| オンライン映画&テレビジョン協会賞 | コメディシリーズ監督賞                    | ケヴィン・S・ブライト ゲイル・マンキューソ ゲイリー・ハルヴォーソン デヴィッド・シュワイマー マイケル・レンベック | ケヴィン・S・ブライト ゲイル・マンキューソ ゲイリー・ハルヴォーソン デヴィッド・シュワイマー マイケル・レンベック | 受賞       |
| オンライン映画&テレビジョン協会賞 | コメディシリーズ脚本賞                    | アダム・チェイス シャナ・ゴールドバーグ＝ミーハン セス・カーランド アンドリュー・ライヒ テッド・コーエン ペリー・レイン ジジ・マクレリー スコット・シルヴェリ シェリー・ビルシング＝グラハム エレン・プラマー グレゴリー・S・マリンズ ブライアン・ボイル ザカリー・ローゼンブラット デヴィッド・クレーン マルタ・カウフマン ドティ・エイブラムス デヴィッド・J・ラガナ ブライアン・カルディローラ | アダム・チェイス シャナ・ゴールドバーグ＝ミーハン セス・カーランド アンドリュー・ライヒ テッド・コーエン ペリー・レイン ジジ・マクレリー スコット・シルヴェリ シェリー・ビルシング＝グラハム エレン・プラマー グレゴリー・S・マリンズ ブライアン・ボイル ザカリー・ローゼンブラット デヴィッド・クレーン マルタ・カウフマン ドティ・エイブラムス デヴィッド・J・ラガナ ブライアン・カルディローラ | ノミネート |
| オンライン映画&テレビジョン協会賞 | コメディシリーズ助演男優賞                | デヴィッド・シュワイマー | デヴィッド・シュワイマー | ノミネート |
| オンライン映画&テレビジョン協会賞 | コメディシリーズ助演女優賞                | ジェニファー・アニストン | ジェニファー・アニストン | ノミネート |
| オンライン映画&テレビジョン協会賞 | コメディシリーズ助演女優賞                | リサ・クドロー | リサ・クドロー | ノミネート |
| オンライン映画&テレビジョン協会賞 | コメディシリーズアンサンブル賞            | ジェニファー・アニストン コートニー・コックス リサ・クドロー マット・ルブランク マシュー・ペリー デヴィッド・シュワイマー | ジェニファー・アニストン コートニー・コックス リサ・クドロー マット・ルブランク マシュー・ペリー デヴィッド・シュワイマー | ノミネート |
| オンライン映画&テレビジョン協会賞 | コメディシリーズゲスト男優賞              | ブルース・ウィリス | ブルース・ウィリス | 受賞       |
| オンライン映画&テレビジョン協会賞 | コメディシリーズゲスト男優賞              | トム・セレック | トム・セレック | ノミネート |
| オンライン映画&テレビジョン協会賞 | コメディシリーズゲスト女優賞              | リース・ウィザースプーン | リース・ウィザースプーン | ノミネート |
| オンライン映画&テレビジョン協会賞 | シリーズライティング賞                    | N/A | N/A | ノミネート |
| ピープルズ・チョイス・アワード    | コメディシリーズ賞                        | N/A | N/A | 受賞       |
| プライムタイム・エミー賞          | コメディシリーズ賞                        | N/A | N/A | ノミネート |
| プライムタイム・エミー賞          | コメディシリーズ監督賞                    | マイケル・レンベック | 「空想世界でつかまえて」 | ノミネート |
| プライムタイム・エミー賞          | コメディシリーズ助演女優賞                | ジェニファー・アニストン | 「妹はライバル」+「泣けないチャンドラー」 | ノミネート |
| プライムタイム・エミー賞          | コメディシリーズ助演女優賞                | リサ・クドロー | 「空想世界でつかまえて」 | ノミネート |
| プライムタイム・エミー賞          | コメディシリーズゲスト男優賞              | ブルース・ウィリス | 「ポールは泣き虫」 | 受賞       |
| プライムタイム・エミー賞          | コメディシリーズゲスト男優賞              | トム・セレック | 「チャンドラーのプロポーズ大作戦!」 | ノミネート |
| プライムタイム・エミー賞          | コメディシリーズ編集賞 (マルチカメラ作品) | スティーヴン・プライム | 「チャンドラーのプロポーズ大作戦!」 | ノミネート |
| プライムタイム・エミー賞          | コメディシリーズ・スペシャル音響賞        | ダナ・マーク・マクルーア | 「ベガスの夜が明けて・・・」 | ノミネート |
| サテライト賞                      | コメディ・ミュージカルシリーズ女優賞      | ジェニファー・アニストン | ジェニファー・アニストン | ノミネート |
| 全米映画俳優組合賞                | コメディシリーズ女優賞                    | リサ・クドロー | リサ・クドロー | 受賞       |
| 全米映画俳優組合賞                | コメディシリーズアンサンブル賞            | ジェニファー・アニストン コートニー・コックス リサ・クドロー マット・ルブランク マシュー・ペリー デヴィッド・シュワイマー | ジェニファー・アニストン コートニー・コックス リサ・クドロー マット・ルブランク マシュー・ペリー デヴィッド・シュワイマー | ノミネート |
| ティーン・チョイス・アワード      | コメディシリーズ賞                        | N/A | N/A | 受賞       |
| テレビ批評家協会賞                | コメディ作品賞                            | N/A | N/A | ノミネート |